# Джейсон Герія
Джейсон Герія (англ. Jason Geria; 10 травня 1993, Канберра, Австралія) — австралійський професійний футболіст, захисник «Мельбурн Вікторі».

## Титули і досягнення
- Володар Кубка Австралії (2):

«Мельбурн Вікторі»: 2015, 2021